# Alosian Vivancos
Alosian Vivancos Andújar (Loreto, Baja California Sur; 12 de agosto de 1991) es un actor y modelo español nacido en México, conocido principalmente por sus papeles en series de televisión como Club de Cuervos (2015-2019), Pequeñas coincidencias (2018-2020) y El Señor de los Cielos (2019-2020).

## Biografía
Vivancos nació en Loreto, Baja California Sur (México), lugar a dónde su padre había llevado a la familia tras salir de España. Un año más tarde la familia se trasladó a Canadá, donde vivió hasta los siete años. Después se mudó a Holanda y posteriormente a Barcelona, donde vivió con sus padres hasta los diecisiete, se independizó y comenzó a radicar en Madrid.
Ingresó al mundo del modelaje por accidente y llegó a México con una agencia de modelaje, por consejo de una amiga decidió mudarse a la Ciudad de México para buscar oportunidades. En 2015 se unió al elenco de la serie Club de Cuervos  de Gary Alazraki, para dar vida al excéntrico y narcisista Aitor Cardoné, siendo esta su primera incursión en el mundo de la actuación.
Su padre Pedro Vivancos García fue fundador del grupo de danza "Los Vivancos". Tiene 38 hermanos. Vivancos posee doble nacionalidad con España y México, según la ley Ius sanguinis, los hijos de españoles nacidos en el extranjero son automáticamente españoles, sin importar el lugar de nacimiento del individuo, y para México, cualquier persona, hija de padres o madres extranjeros que haya nacido en territorio nacional tiene derecho a la nacionalidad mexicana por origen.

## Filmografía

### Televisión
- Club de Cuervos (2015-2019) como Aitor Cardoné.
- Noches con Platanito (2019) como Él mismo.
- Pequeñas coincidencias (2018-2020) como Diego Valdivia.
- El Señor de los Cielos (2019-2020) como Dylan Gutiérrez 'DJ Dylan'.
- Los hermanos Salvador (2021) como Humberto.
- Diario de un gigoló (2022) como Abel.
- Zorro (2024) como Francisco de la Madrid.
- Mujeres Asesinas 2 (2024) como Alex. Capítulo 2 "Esmeralda"

### Cine
- Operación Concha (2017) como Oscar.
- Lo más sencillo en complicarlo todo (2018) como Leonardo.
- El Rei Peret (2024) como Toni.